# Nikolai Dawidowitsch Schewachow

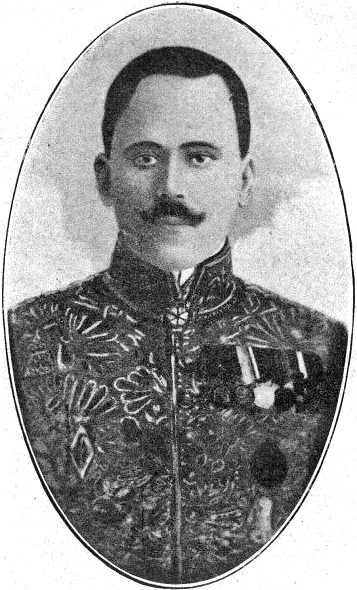
Nikolai Dawidowitsch Schewachow (ca. 1910)

Nikolai Dawidowitsch Schewachow (russisch Николай Давидович Жевахов; * 24. Dezember 1874 / 5. Januar 1875, Linowiza, Ujesd Pyrjatyn, Gouvernement Poltawa, Russisches Kaiserreich; † 16. April 1945, Wien) war ein russischer religiöser Führer und Autor geistlicher Schriften.

## Leben
Schewachow war Sohn eines Gutsbesitzers. Er absolvierte 1898 die St.-Wladimir-Universität in Kiew.
Ab 1902 war er Prokurist im Gouvernement Poltawa und ab 1905 in der Staatskanzlei, wo er zum Abteilungsleiter im Rang eines Staatsrats aufstieg.
Nach Auflösung der kaiserlichen orthodoxen Palästina-Gesellschaft, die in Palästina Land kaufte und Pilgerreisen ins Heilige Land organisierte ,  wurde er am 10. Dezember 1910 nach Italien gesandt.
Um 1900 hatte er in Kiew und im Herbst 1905 in Sankt Petersburg den Schriftsteller Sergei Alexandrowitsch Nilus, Autor antisemitischer Schriften, getroffen. Als er ihn 1913 im Waldai-Kloster besuchte und erfuhr, dass Nilus einen neuen Unterschlupf suchte, lud er ihn auf seinen Familienbesitz in Linowiza (Линовица) ein, wo er ihn häufig besuchte.
1916/17 war er Vize-Ober-Prokurator des Heiligen Synods, dessen Ober-Prokurator N. P. Rajew war. Im Auftrag der Provisorischen Regierung wurde Schewachow in Petrograd vom 1. bis 5. März 1917 unter Arrest genommen und dann aus dem Amt gewiesen. Er lebte danach bei Geschwistern in Kiew und nach der Machtergreifung durch die Bolschewiki in Pjatigorsk. Im Januar 1920 ging er ins Exil nach Serbien und Italien.
1922 hielt sich Schewachow in München und Berlin auf, wo er Max Erwin von Scheubner-Richter und Erich Ludendorff traf.
1926 begann ein langes juristisches Verfahren zwischen der sowjetischen Regierung und Vertretern der russischen palästinensischen Gesellschaft, die in Kaiserliche orthodoxe Palästina-Gesellschaft  umbenannt wurde.
Er starb am 16. April 1945 um 10 Uhr in einem Pflegeheim in Wien an Lungenentzündung und Herzinsuffizienz.

## Schriften
- Vospominaniia: tovarishcha Ober-Prokurora sv. Sinoda : sentiabr; 1923, München, Novi Sad
- Kniaz' Aleksei' Aleksandrovich Shirinskii'-Shikhmatov (um. 1930 g.) : kratkii' ocherk zhizni i deiatel'nosti
- Sergei Aleksandrovich Nilus: rod. 25 avgusta 1862 g. - 1 ianvaria 1930 g. : kratkii ocherk zhizni i deiatel'nosti; 1936
- Zhevakhov, Nikolai Davydovich. Evreiskii terror v Rossii: iz vospominanii Tovarishcha Ober-Prokurora Cv. Sinoda Kniazia N.D. Zhevakhova (Russia?: 198-) (facs. reprint, originally published 1928 in Serbia) YA.1997.a.8689
- Il retroscena dei Protocolli di Sion: la vita e le opere del loro editore, Sergio Nilus e del loro autore Ascer Ghinsberg; 1939
- Evreiskaia Revoliutsiia (Jewish Revolution); 2006 ISBN 5-9265-0219-5